# Мордвинов, Александр Александрович (младший)
Алекса́ндр Алекса́ндрович Мордви́нов (младший) (20 декабря 1887 — 13 февраля 1950, Париж) — граф, автогонщик, крупный ялтинский домовладелец и благотворитель; владелец имения «Хорошая пустошь»  (недоступная ссылка).

## Биография
Граф Александр Александрович Мордвинов (младший) родился в 1887 году. Сын графа А. А. Мордвинова (1843—1891) — шталмейстера Высочайшего Двора и предводителя дворянства Санкт-Петербургской губернии (1888—1890).
Был автолюбителем и автогонщиком. Владел пятью автомобилями; как энтузиаст автоспорта, содействовал его развитию в России.
Был неоднократным участником и организатором соревнований; на гонках журнала «Автомобиль» 24 мая 1909 года на Волхонском шоссе под Санкт-Петербургом установил российский рекорд скорости автомобиля: 131,5 км/час, проделав одну версту на автомобиле «Опель» с двигателем мощностью 120 л. с. за 29,2 секунды.
Действительный член ИРАО (1912—1913 года). Проживал в Санкт-Петербурге на улице Глинки, в доме 4/14.
Являлся крупным ялтинским домовладельцем и благотворителем.
Владел имением «Хорошая пустошь», в котором в 1903 году построил дворец, известный, как Дворец графа Мордвинова.
- 11 августа 1914 года — вступил во французский Иностранный легион солдатом.
- В конце 1914 года — вернулся в Россию.
- Август 1915 года — вернулся во Францию с поручением от Главного военно-технического управления российской армии: содействовать «постановке в России производства специальной стали для ковки для авиадвигателей и разработки типа 300-сильного двигателя».
- Во время Первой мировой войны — офицер при русском военном атташе во Франции графе А. А. Игнатьеве.
- 1916 год — директор правления Уральского электрометаллургического завода, член Особого комитета по усилению военного флота на добровольные пожертвования.
- После 1917 остался во Франции.
- 1918 год — служил в авиационном подразделении Иностранного легиона; инженер, промышленник.
- 1923 год — избран в комитет Русского артистического общества; вошёл в комитет Лиги борьбы с антисемитизмом.
- 1932 год — выступал с докладом в Союзе младороссов.

Занимался масонской деятельностью.
Проживал в Париже на авеню дю Буа де Булонь, 41 (ныне авеню Фош).
Александр Александрович Мордвинов (младший) скончался в 1950 году. Похоронен на кладбище в Пасси.

## Брак и дети
25 сентября 1911 года, Александр женился на Марии Кларе Вероле (1886—1943). Она была внучкой Николая Петровича Ольденбургского (1840—1886) и его супруги Марии Ильиничны Булацель (1845—1909). У Александра и Марии родилась одна дочь:
- Мария Александровна Мордвинова (17 января 1913 — 30 июня 1993), замужем не была. Детей не имела.